# 帝京平成护理短期大学
帝京平成护理短期大学（日语：／ Teikyō Heisei Kango Tanki Daigaku *）是過去一所位于日本千叶县市原市的私立短期大学。前身是帝京平成短期大学（日语：／ Teikyō Heisei Tanki Daigaku *）。

## 概要

### 简介
- 短期大学为于1990年开办[1]、由学校法人冲永学园经营。招生到于2012年[2]。为男女同校[3]从2008年。

### 历史
- 1990年 帝京平成短期大学成立并同时设置两个学科、以下列举[1]。
  - 护理学科
  - 福利学科[注 1]
    - 社会福利专攻社会福利专攻[注 2]
    - 护理福利专攻[注 1]
- 2005年 改校名为帝京平成护理短期大学。
- 2008年 护理学科开始招收男学生。
- 2012年 最后一年招生、次年停止招生[2]

### 宪章
- 请参看帝京平成护理短期大学的标志 （页面存档备份，存于） （日語） 2014年5月17日阅览。

### 教育与研究
- 护理学科有未来的护理人员培训课程、专科助产学有未来的接生員培训课程。以前福利学科护理福利专攻有护理福利员培训课程了。

## 学校环境
- 校区：在千叶县市原市

## 历任校长
- 九鸠胜司：第一代短期大学校长[4]。
- 川名尚：现在短期大学校长[5]

## 组织

### 学科
- 护理学科

### 前学科
| - 福利学科 - 社会福利专攻 - 护理福利专攻 |

### 专科
| - 助产学专攻 |

### 业余课程
| - 没有 |

## 相关链接
- 日本短期大学列表
- 帝京短期大学
- 帝京大学短期大学
- 爱媛帝京短期大学：停办於1972年
- 帝京学园短期大学
- 帝京大学福冈短期大学：停办于2006年